# Louise Wexel
Wilhelmine Louise (oder: Luise) Elise Charlotte Wexel, geb. Müller, (geboren 4. August 1847 in Wiesbaden; gestorben 7. November 1936 in Berlin) war eine deutsche Theaterschauspielerin.

## Leben
Louise Wexel wurde als Tochter des Revisionsrats Wilhelm Müller in Wiesbaden geboren. 1873 heiratete sie in der Berliner Jerusalemkirche den 27 Jahre älteren Schauspieler und Schriftsteller Carl Wexel (1819–1886).  Louise Wexel, die mit der Nummer 4097 eines der frühen Mitglieder der Genossenschaft deutscher Bühnen-Angehöriger war, arbeitete 1874 in Berlin am Königsstädtischen Theater. Dort wirkte zeitgleich ihr Ehemann als Schriftführer und Regisseur.
In der Zeit von 1890 bis 1892 ging Louise Wexel einem Engagement im Berliner Ostend-Theater nach. In dem später zum Nationaltheater umbenannten Haus wirkte sie als Darstellerin noch 1895. Damals wohnte sie in der Steglitzerstraße 28.
Louise Wexel starb 1936 im Alter von 89 Jahren im Krankenhaus in Berlin-Spandau. Sie wurde in der Familiengrabstätte ihrer jüngeren Schwester Margarete „Gretchen“ Müller verh. Mühl (1853–1935) auf dem alten Bayreuther Stadtfriedhof beigesetzt.